# Selección de voleibol de Irlanda del Norte
La selección de voleibol de Irlanda del Norte es el equipo nacional de voleibol de Irlanda del Norte. Compiten en el Campeonato Mundial y se han clasificado para la Ronda 2 del Campeonato Mundial de Voleibol Masculino de 2018 con Gerry Ford como entrenador en jefe y Harry Gilliland como entrenador asistente. También compiten en la división CEV European Small Nations y se han clasificado para la Final del torneo que se celebrará en 2017. Ambos deberían ver al equipo subir aún más en la clasificación de la FIVB 2017.
El equipo se encuentra actualmente entrenando en su base en el Centro Nacional de Desempeño de Voleibol en la Universidad de Úlster Jordanstown y tiene campamentos de entrenamiento durante todo el año.[cita requerida]

## Participaciones

### Campeonato Mundial de Voleibol Masculino
| Año         | Fase                        |
| ----------- | --------------------------- |
| 1949 a 2014 | No participó o no clasificó |
| / 2018      | Segunda ronda               |
| 2022        | Por determinar              |

## Equipo actual
| Nombre                      | Pos.       | Altura         | Club            |
| --------------------------- | ---------- | -------------- | --------------- |
| Peter Stewart               | Levantador | 6′ 4″ (1,93 m) | Richill         |
| Callum Currie               | Libero     | 6′ 3″ (1,91 m) | Northumbria     |
| Alan McKnight               | Setter     | 6′ 2″ (1,88 m) | PVC Eagles      |
| Niall Burton                | Medio      | 6′ 7″ (2,01 m) | UEL             |
| Mark Fulton                 | Setter     | 6′ 2″ (1,88 m) | Richill         |
| Alan Workman                | Levantador | 6′ 5″ (1,96 m) | Garvach Phoenix |
| Jonny Workman               | Libero     | 6′ 3″ (1,91 m) | Ballymoney      |
| Patrick Crooks              | Opuesto    | 6′ 7″ (2,01 m) | Liverpool       |
| Graeme Currie               | Opuesto    | 6′ 3″ (1,91 m) | Richill         |
| Robert Nicholson            | Medio      | 6′ 7″ (2,01 m) | IBB Polonia     |
| Jeff Scott                  | Levantador | 6′ 2″ (1,88 m) | Ballymoney      |
| Nick Wright                 | Levantador | 6′ 4″ (1,93 m) | Richill         |
| Stephen White               | Libero     | 5′ 11″ (1,8 m) | QUB             |
| Will Robb                   | Utilero    | 6′ 0″ (1,83 m) | Richill         |
| Jay Ford (Academia)         | Setter     | 6′ 3″ (1,91 m) | QUB             |
| Matt Outhwaite (Academia)   | Libero     | 5′ 9″ (1,75 m) | Richill         |
| Gavin McCaughern (Academia) | Medio      | 6′ 3″ (1,91 m) | QUB             |
| Harvey Whiteside (Academia) | Levantador | 6′ 5″ (1,96 m) | QUB             |